# أرت تشيشولم
أرت تشيشولم (بالإنجليزية: Art Chisholm)‏ هو لاعب هوكي جليد أمريكي، ولد في 11 نوفمبر 1934.

## وصلات خارجية
- أرت تشيشولم على موقع دوري الهوكي الوطني (الإنجليزية)
- أرت تشيشولم على موقع قاعة مشاهير الهوكي (لاعب أن.إتش.أل) (الإنجليزية)
- أرت تشيشولم على موقع EliteProspects.com (الإنجليزية)
- أرت تشيشولم على موقع Hockey-Reference.com (الإنجليزية)